# Audi-Sportpark
O Audi Sportpark é um estádio de futebol, localizado em Ingolstadt, a sudeste da cidade na direção de Manching. O estádio é de propriedade da Audi Property Management GmbH, uma subsidiária da Audi. O Fußball-Club 2004 Ingolstadt, equipe da Bundesliga, manda seus jogos no estádio bem como o administra atraves da FC Ingolstadt 04 estádios operador GmbH. A inauguração aconteceu no dia 24 de julho de 2010 em um jogo entre Fußball-Club 2004 Ingolstadt e o Karlsruher SC que acabou 2-0 para os mandantes.